# Camponotus montivagus
Camponotus montivagus är en myrart som beskrevs av Auguste-Henri Forel 1885. Camponotus montivagus ingår i släktet hästmyror, och familjen myror.

## Underarter
Arten delas in i följande underarter:
- C. m. montivagus
- C. m. nuperus
- C. m. rectithorax